# Les Bonimenteurs

Les Bonimenteurs est un spectacle d'humour, produit par l'entreprise Boni and prod, qui allie écriture et improvisation, mis en œuvre par Didier Landucci (Ducci) et Jean-Marc Michelangeli (Marco).
Les péripéties du duo comique Marco et Ducci tissent le fil conducteur du spectacle et encadrent des saynètes improvisées sur des thèmes inventés par le public.

## Une vague de succès
Depuis sa création et sa première présentation au Quai du rire à Marseille en septembre 2001, ce spectacle compte près de 800 représentations, devant plus de 200 000 spectateurs, près de 4500 histoires improvisées, et plusieurs participations à différents festivals (Avignon, Saint-Gervais, Performance d’acteurs, Tournon, Porto Vecchio, Le printemps du rire, Les Embuscades).
Après un grand succès au Bataclan en décembre 2007, ils enregistrent en public leur DVD en mai 2008 au Théâtre du Jeu de Paume à Aix-en-Provence. Ils fêteront sa sortie nationale au Casino de Paris en décembre 2008.
De 2001 à 2011 les Bonimenteurs ont présenté leur spectacle dans différentes villes de France telles que Paris, Marseille, Aix-en-Provence… puis ils annoncent officiellement leur arrêt courant 2011, pour pouvoir se consacrer à d'autres projets.
Cependant les Bonimenteurs reprennent leur tournées et diffusion dès 2013 avec plusieurs représentations au Théâtre du Gymnase (à Marseille) et au festival off d'Avignon 2013 à Avignon, puis un peu partout en France.  
Ils devraient également être présents au festival Off D'Avignon en 2014.  

## Le déroulement du spectacle
Avant de rentrer dans la salle de spectacle, les spectateurs sont invités à écrire des thèmes d'improvisation sur des petits papiers pliés en quatre et placés dans un seau à champagne. Les Bonimenteurs entrent en scène sur la bande son Ma Il Cielo E Sempre Piu Blu de Rino Gaetano. Ils expliquent que le public va nourrir les scènes d'improvisation de plusieurs manières. La première impro (appelée impro-totype) est réalisée simplement en piochant un thème dans le seau à champagne. Pour la deuxième impro, les comédiens demandent au public de leur donner sept mots qu'ils doivent replacer dans l'impro. Ensuite, ils choisissent une personne dans le public qui va tirer au sort 5 thèmes et les annoncer au fur et à mesure, les comédiens se figeront dans la position qu'ils avaient avant le changement de thème et devront enchaîner l'impro suivante dans cette position. Puis Ducci fera une impro chantée sur une mélodie jouée par Marco. Pour la dernière impro, Marco devra raconter une histoire en rapport avec le thème pioché et Ducci devra jouer l'histoire de Marco simultanément.

## Le parcours des comédiens
Jean-Marc Michelangeli (Marco) et Didier Landucci (Ducci) se sont rencontrés sur les bancs de la Faculté de Lettres d’Aix-en-Provence. Ils ont suivi des cours d’art dramatique à Marseille et ont fondé leur première structure théâtrale qui revêt aujourd’hui le nom de Boulègue Production. Très vite, ils ont essuyé les planches de divers lieux culturels et ont enchaîné de nombreux spectacles de café-théâtre, entourés de comparses tout aussi passionnés.
Pour parfaire leurs techniques, ils ont approfondi leur formation en abordant d’autres disciplines:
La Commedia dell'arte, le théâtre de gestes, le clown, le mime, les textes classiques, le travail devant la caméra. Une pluralité qui leur occasionne des rencontres comme les frères Colombaioni, la Ligue d’impro montréalaise, Django Edwards ou encore Carlo Boso, ce dernier avec qui ils collaborent régulièrement.
Ils ont joué dans des spectacles aux registres divers et variés (M. de Pourceaugnac, Les Plaideurs, Embrouille, Les aventures du Capitaine Spadafora, Riquet à la houppe…), ainsi que dans de nombreux courts-métrages (La surface de réparation, L’antibruiteur, René pas Rémi, La pêche au Sargail, Vas-y ah !…) ou encore dans la série Mafiosa, le clan sur Canal+.
Ils s’adonnent aussi à l’écriture ou à la mise en scène de pièces de théâtre (Opération Judas, Zorro la légende, Rictus Bellum, Èves, Bienvenue au Club…), et autres concepts TV (M. Frôle la mort, les Caids, A tes souhaits, Hors-jeu…)